# Medina (Tolna)
Pour les articles homonymes, voir Medina.
Medina est un village et une commune du comitat de Tolna en Hongrie.

## Jumelages
Le village de Medina est jumelé avec :
- Borovo (Croatie)
- Sânnicolau Mare (Roumanie)